# Marcelogobius
Marcelogobius je novootkriveni rod glavoča. Ime je dobio po Marcelu Kovačiću, riječkom ihtiologu iz Prirodoslovnog muzeja Rijeka.
U rodu postoje tri vrste. Opis roda objavljen je u časopisu Spixiana.

## Vrste
1. Marcelogobius splechtnai
2. Marcelogobius helenae
3. Marcelogobius janetarum